# Alfréd Deésy

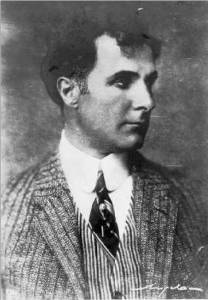
Alfréd Deésy (um 1910)

Alfréd Deésy (* 22. September 1877 in Dés, Österreich-Ungarn; † 18. Juli 1961 in Budapest, Ungarn) war ein ungarischer Filmregisseur, Drehbuchautor und Filmschauspieler, der zwischen 1913 und 1960 in 82 Filmen Regie führte, in 30 Filmen auftrat und für 8 Filme das Drehbuch schrieb. 

## Leben

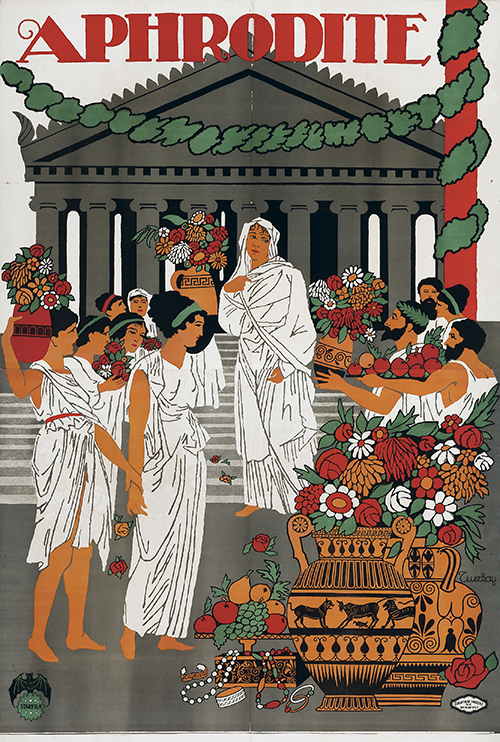
Plakat für den Film Aphrodite;
von 1918, Entwurf von Márton Tuszkay

Deésy wurde 1877 in der damaligen österreich-ungarischen Komitatshauptstadt Dés (heute Dej, Rumänien) geboren, sein Bühnenname bedeutet „aus Dés“. In der ersten Hälfte des 20. Jahrhunderts machte er sich als prominenter Schauspieler am ungarischen Set einen Namen. Schon in seinen frühen Jahren erwachte in ihm das Interesse an Filmbildern, und bereits 1911 wurde er Co-Manager am Apollo-Filmtheater in Debrecen. Schon im folgenden Jahr schuf Deésy Filmszenen für wachsende Filmproduktionsunternehmen und schrieb 1913 selbst sein erstes Drehbuch. Seine Regiekarriere begann er 1914 mit dem Film Az attak, produziert von Star-film, einer ungarischen Filmproduktionsfirma, die er später bis 1919 leitete, als die ungarische Filmindustrie während der kommunistischen Revolution verstaatlicht wurde.
Als die Revolution niedergeschlagen wurde und Ungarn unter militärische Herrschaft fiel, wurde Deésy als Regisseur und Drehbuchautor bei Egyetértés eingestellt, einem Filmproduktionsunternehmen, dessen Leitung er schon bald übernahm. Im Jahre 1926 siedelte er nach Wien über und produzierte Sacco und Vanzetti (1927), einen äußerst kontroversen Film, der in vielen Ländern Europas, auch in Ungarn, verboten wurde. Deésy kehrte 1931 nach Ungarn zurück und produzierte 1935 seinen bestbekannten Film Nem élhetek muzsikaszó nélkül (1936, englisch: I Can't Live Without Music). Während der ungarischen Kollaboration mit den Achsenmächten setzte Deésy seine Arbeit als Regisseur fort, unter anderen mit dem berüchtigten antisowjetischen Film Üzenet a Volgapartról (1942). Nach seinem letzten Erfolg als Regisseur mit dem Film Fél pár gyűrött kesztyű (1947) wurde er bis wenige Monate vor seinem Tod im Jahr 1961 wieder als Schauspieler aktiv.

## Wirken und filmisches Vermächtnis
Alfréd Deésy war eine der bedeutendsten Persönlichkeiten der ungarischen Filmindustrie. Er spezialisierte sich auf einfache Unterhaltung mit Melodramen, Abenteuerfilmen, Romanzen und auch Musicals. Seine Anfänge in der Filmproduktion waren jedoch eher unkonventionell, und dies spiegelte sich in der Arbeit anderer Regisseure wider, denen Talente er zu fördern versuchte. Star-film war einer der größten Talentförderer während der Stummfilmzeit. Hier gab Bela Lugosi sein Schauspieldebüt in Deésys Filmen, und Michael Curtiz produzierte hier seine ersten Filme.
Als Regisseur, der sich hauptsächlich mit Stummfilmen beschäftigte, ist von Deésy nur wenig bekannt und erhalten geblieben. Laut dem Magyar Nemzeti Filmarchívum, dem Ungarischen Nationalfilmarchiv, sind etwa 85 % der ungarischen Stummfilme verloren gegangen. Nem élhetek muzsikaszó nélkül galt in Ungarn lange als der Klassiker schlechthin, und nur einige seiner Stummfilme wie Á Leányasszony (1918) sind noch vorhanden bzw. wie Casanova (1918) fragmentarisch erhalten.

## Filmografie (Auswahl)
- 1913: Rablélek
- 1916: A magyar föld ereje
- 1916: A Karthausi
- 1917: Nászdal
- 1917: A Régiséggyüjtö
- 1917: Leon Leoni (Leoni Leó)
- 1917: Das Meeresungeheuer (A Tryton)
- 1917: Der Maskenball (Álarcosbál)
- 1917: Dorian Gray (Az élet király)
- 1918: Casanova
- 1918: Der Leopard
- 1918: Küzdelem a létért
- 1927: Der Abtrünnige
- 1927: Im Schatten des elektrischen Stuhls. (Sacco und Vanzetti)
- 1935: Nem élhetek muzsikaszó nélkül
- 1960: Der Fall des jungen Noszty